# Abraham Firkowitsch
Abraham Samuilowitsch Firkowitsch (russisch Авраам Самуилович Фиркович, wiss. Transkription Avraam Samuilovič Firkovič, hebräisch אברהם בן שמואל פירכוויץ, auch Ewen Reschef, hebräisch אבן רשף; geboren am 2. September 1787 in Luzk; gestorben am 29. Juni 1874 in Tschufut-Kale, Russisches Kaiserreich, heute Ukraine) war geistliches Oberhaupt (Chassan) der Karäer, Manuskriptsammler und Autor.

## Leben und Wirken
Zeit seines Lebens widmete sich Abraham Firkowitsch der wissenschaftlichen Erforschung der Karäer, insbesondere ihrer altjüdischen Denkmäler auf der Halbinsel Krim. Allerdings werden ihm bezüglich seiner Erringung karäischer Gleichberechtigung einige Fälschungen nachgesagt. So entstand um die Bedeutung seiner 1839–1843 entdeckten Dokumente eine der heftigsten wissenschaftlichen Diskussionen. Die Dokumente sollen seiner Ansicht nach einen Nachweis für die Verschmelzung der Karäer mit dem turkstämmigen Chasarenvolk und dessen Übertritt zum jüdischen Glauben um 740 darstellen, das seit dem 4. Jh. an Don, Wolga, Kaspischem Meer und Schwarzem Meer ein Reich bildete und im 10.–12. Jh. den Byzantinern und Russen erlag. Beispielsweise wird die Echtheit des Briefes des Chasdai ibn Schaprut an den Chasaren-König Josef im 10. Jh. angezweifelt. Firkowitschs Fälschungen wurden u. a. von Ludwig Geiger nachgewiesen und richtiggestellt.
Firkowitsch suchte Fachleute des Russischen Kaiserreiches davon zu überzeugen, dass die ersten Karäer bereits vor der Geburt Jesu auf der Krim ansässig waren, und somit nicht für seine Kreuzigung verantwortlich gemacht werden könnten. Nicht zuletzt versuchte Firkowitsch damit seine Glaubensgemeinschaft vor antisemitischen Ausschreitungen im zaristischen Russland zu bewahren. Seine Recherchen führten ihn nach Palästina und Konstantinopel (1830–1831), aber auch um 1839 in den Kaukasus und nach Ägypten. Im Jahr 1864 besuchte er die Geniza der Ben-Esra-Synagoge in Kairo und nahm von dort Manuskripte mit auf die Krim.
Ein Großteil seiner Schriftensammlung, darunter der Codex Leningradensis,  befindet sich in der Russischen Nationalbibliothek.
Firkowitsch gilt damit als erster Verfechter der Theorie eines nicht-semitischen Ursprungs der Karäer.

## Publikationen (Auswahl)
- Hotam tokhnit (Siegel der Exzellenz, 1835)
- Masa u-Meriva (heb.  מַסָה וּמְרִיבָה – Prüfungen und Auseinandersetzungen, Jewpatorija 1838)
- Avne-Zikkaron (heb. אבני זכרון – Gedenksteine; russ. Übersetzung v. David Markovich Gumush, Jewpatorija 1872)